# Joshua Hayward
Joshua Mark Hayward (också känd som Joshua Third eller Joshua von Grimm) född 15 december 1984 på Canvey Island, England, är en engelsk gitarrist som spelar i rockbandet The Horrors.